# Bakkermann
A Bakkermann 2007-ben készült színes, magyar filmvígjáték, amelynek a legtöbb jelenetét Taliándörögdön, illetve a nagyvázsonyi Péküzemben forgatták. A film főcímdalát a Bon-Bon szerezte.

## Szereplők
- Zelei Gábor (Kiskovász, a pék)
- Gáspár Tibor (Multiplex, a barátja)
- Badár Sándor (Suzumi, a másik barátja)
- Szőke András (Csöröge Pista, a pék segédje)
- Kerekes Vica (Tündike, a munkanélküli tanítónő)
- Lázár Kati (Gyöngyi néni, Kiskovász anyja)
- Györgyi Anna (Irénke, a kocsmárosnő)
- Tóth Károly (Kövesi, polgármester, kocsmáros)
- Lilienberg Ferenc (Tanár úr)
- Stohl András (Stohl Buci, sztár)
- Litkai Gergely (multi-level marketinges)
- Kovács András Péter (megyei ÁNTSZ-ellenőr)
- Hadházi László (biztonsági cégvezető)
- Bödőcs Tibor (rekordellenőr)
- Kőhalmi Zoltán (építőmérnök)
- Szolnoki Péter (zenész az autóban)
- Török Tamás (zenész az autóban)

## Története
A közintézményeket sorra bezárják és a kenyérszigeti falu iskolájára is ez vár. Kiskovász és a többiek elhatározzák, hogy a világ legnagyobb kenyerének megsütésével mentik meg az iskolát és a falut is. Neki is látnak, de hamar ráébrednek, hogy a sütéshez kemencére is szükség van, így esténként a bezárt közintézményeket elbontják és azok építőelemeit használják fel...